# Priechod
Priechod es un municipio situado en el distrito de Banská Bystrica, en la región de Banská Bystrica, Eslovaquia. Tiene una población estimada, en agosto de 2024, de 1034 habitantes.

## Demografía
| Año        | 1994 | 2004    | 2014    | 2024     |
| ---------- | ---- | ------- | ------- | -------- |
| Población  | 860  | 927     | 917     | 1030     |
| Diferencia |      | +7,79 % | −1,07 % | +12,32 % |

| Año        | 2023 | 2024    |
| ---------- | ---- | ------- |
| Población  | 1043 | 1030    |
| Diferencia |      | −1,24 % |